# Сидоркин, Вячеслав Евгеньевич
Вячеслав Евгеньевич Сидоркин (укр. Вячеслав Євгенович Сидоркін; 1 февраля 1970, Киев) — советский и украинский футболист, защитник.

## Игровая карьера
Во взрослом футболе дебютировал в 1987 году в киевском СКА. С 1990 по 1991 года играл в команде второй союзной лиги «Кристалл» (Херсон).
После распада СССР выступал в чемпионатах Украины. В высшей лиге дебютировал 7 марта 1992 года в составе запорожского «Торпедо» в игре против «Таврии» (0:2). Всего в высшей лиге провёл 28 матчей — по 14 за «Торпедо» и харьковский «Металлист». Кроме того был игроком команд «Рось» (Белая Церковь) и «Эвис» (Николаев).